# Гимурдзинева къща
Гимурдзиневата къща (на гръцки: Αρχοντικό Γκιμουρτζίνα) е възрожденска къща в град Костур, Гърция.

## Местоположение
Къщата е разположена в северната традиционна махала Позери (Апозари) на улиците „Вардакис“ и „Кидониес“ № 7. 

## История
В 1965 година е обявена за паметник на културата. В началото на XXI век е поддържана само малка част от сградата и поради това в 2016 година тя изгаря при пожар.

## Архитектура
В архитектурно отношение е триетажна правоъгълна сграда.